# Storhertugdømmet Flandrensis
Storhertugdømmet Flandrensis (Hollandsk: Grootthertogdom Flandrensis') er en mikronation, der gør krav på territorier i Antarktis. Flandrensis blev grundlagt i 2008 af belgieren Niels Vermeersch. Flandrensis er ikke anerkendt af noget land eller regeringer.

## Historie
Storhertugdømmet Flandrensis blev grundlagt den 4. september 2008 af belgieren Niels Vermeersch. Mikronationen er inspireret af middelalderlandet Flanderen (Pagus Flandrensis). Flandrensis betragtes af grundlæggeren som en hobby-mikronation, og mikronationen har egne ID-kort, valuta, avis, forfatning og national hymne. Flandrensis er også en politisk simulering, med politiske partier, så som APPF (Piratpartiet), DRP (Royalisterne), NPF (Nationalisterne), FDUP (Unionspartiet), FL-AL (Solidaritetspartiet) og Lijst Govaert (Liberale). Professor Alastair Bonnett fra Newcastle Universitet beskriver Flandrensis som et eksempel på en mikronation, som er inspireret af et byråd. Herfra kan unge mennesker lære noget om at træffe beslutninger. 
Der organiseres årlige valg. Grundlæggeren beskriver også Flandrensis som en kulturel organisation. I 2012 bestod mikronationen Flandrensis af 128 indbyggere fra 28 forskellige nationaliteter.
Uden for internettet/cyber space er Flandrensis’s aktiviteter begrænset til regionen omkring Roeselare. Den officielle ambassade er beliggende i den Vest-Flamske by Langemark.
Flandrensis er også en del af ”Commonwealth of Dutch speaking Micronations”, som består af Storfyrstendømmet Flandrensis, Principality of Arkel og Fyrstendømmet Campinia.
Flandrensis er nævnt i belgiske medier som ”Krant van West-Vlaanderen] og Roeselare TV..
Efter at Flandrensis deltog i ”Polination 2012” (Den 2. Internationale Konference om Mikronationer, 14. juli 2014 i London), har de belgiske aviser Het Nieuwsblad, Het Belang van Limburg og Gazet van Antwerpen publiceret artikler om Flandrensis, som led i reportager om mikronationer i Europa.

## Territorier
Flandrensis gør krav på 5 øer ved kysten af det vestlige Antarktis: Siple Island, Cherry Island, Maher Island, Pranke Island og Carney Island. Kravene bunder i en fortolkning af ”Antarctic Treaty” fra 1959. Niels Vermeersch har sendt breve til FN, EU og til de lande, der har underskrevet ”Antarctic Treaty” for at informere disse om territoriekravet. Samtlige lande har ignoreret Niels og kravet om territorie. Flandrensis har ingen intentioner om at besøge øerne, der er omfattet af territoriekravet..På grund af territoriekravet opstod der i 2010, en diplomatisk konflikt med mikronationen Westarctica. Konflikten udmundede i dannelsen af Antarctic Micronational Union (AMU) . Konflikten er beskrevet i Columbus Magazine, samt i den franske bog Les Micronations. I 2010 publicerede den russiske avis Chastny Korrespondent en artikel om Antarktiske mikronationer og beskrev Flandrensis som en af de mest genlydende mikronationer i Antarctica. 

## Nationale symboler
Det Flandrensiske flag er inspireret af det belgiske flag fra 1830. Det originale belgiske flags gule bånd er erstattet af et hvidt bånd, som symboliserer en ny begyndelse. Af samme årsag, er der også de 2 løver i våbenskjoldet, baseret på den flamske løve.

## Fotos af Fladrensere publiceret i medier
- Flandrensiske Senatorer (2011)[3][4][5][6][1]
- Underskrivning af traktat mellem Storfyrstendømmet Flandrensis og Republic of St. Charlie (Italien) den 15. juli 2012 under Polination Micronational Conference i London.[3][4][2][5][6]
- Niels Vermeersch sammen med Kevin Baugh fra Republic of Molossia ved Polination Micronational Conference i London.[3][4][5][6]
- Niels Vermeersch fotograferet sammen med Dronning Carolyn af Ladonia ved Polination Micronational Conference i London.[3][4][5][6][1]
- Pengeseddel 50 Flandri[3][4][2][5][6]

## Eksterne links
- Official website

73°39′S 125°12′V / 73.65°S 125.2°V